# Bryan Craig
Bryan Allen Craig (* 27. října 1991, Boca Rota, Florida, Spojené státy americké) je americký herec, který se proslavil rolí Morgana Corinthose v telenovele stanice ABC General Hospital.

## Životopis a kariéra
Craig se narodil v Boca Rotanu na Floridě. Poprvé získal roli ve filmu Off the Chain ve čtrnácti letech a tak odešel do Los Angeles, aby se mohl věnovat herectví. Po přestěhování byl obsazen v roce 2011 do role Justina ve filmu Christmas Spirit. Hostující roli získal v roce 2011 v seriálu The Nine Lives of Chloe King a vedlejší roli v seriálu Neuvěřitelné příběhy Bucketa a Skinnera.
V dubnu roku 2013 bylo potvrzeno, že Craig získal roli Morgana v telenovele stanice ABC General Hospital. V rozhovoru přiznal, že to byli jeho rodiče, kteří ho donutili, aby podepsal tříletou smlouvu. Za roli získal nominaci na cenu Daytime Emmy v kategorii nejlepší mladý herec v dramatickém seriálu. Cenu nakonec v roce 2013 získal. V září 2016 oznámil prostřednictvím svého Instagramu, že se rozhodl seriál opustit. V roce 2018 byl obsazen do hlavní role seriálu stanice ABC Grand Hotel.

## Osobní život
Craig byl zasnoubený s herečkou Kelly Tiebaud, se kterou se seznámil na natáčení telenovely General Hospital. Dvojice své zasnoubení v roce 2016 zrušila.

## Filmografie

### Film
| Rok  | Název                        | Role          | Poznámky            |
| ---- | ---------------------------- | ------------- | ------------------- |
| 2005 | Off the Chain                | Jason Evridge |                     |
| 2010 | I Owe My Life to Corbin Bleu | cool kluk     | krátkometrážní film |
| 2011 | Christmas Spirit             | Justin        |                     |
| 2012 | Drama Queen                  | přítel        | krátkometrážní film |
| 2017 | Ride                         | Jack          |                     |

### Televize
| Rok       | Název                                      | Role             | Poznámky                        |
| --------- | ------------------------------------------ | ---------------- | ------------------------------- |
| 2010      | Nepojmenovaný pilotní díl Michaela Jacobse | Alexander Morgan | neprodaný televizní pilotní díl |
| 2011      | Ture Jacksonová                            |                  | díl: „Principal for a Day“      |
| 2011      | The Nine Lives of Chloe King               | Jonah            | díl: „Nothing Compares 2 U“     |
| 2011–2012 | Neuvěřitelné příběhy Bucketa a Skinnera    | Blake Dunkirk    | vedlejší role, 6 dílů           |
| 2013–2016 | General Hospital                           | Morgan Corinthos | hlavní role, 276 dílů           |
| 2014–2015 | Youthful Daze                              | Jimmy Lowe       | 34 dílů                         |
| 2017–2018 | Valor                                      | Sgt Adam Coogan  | vedlejší role, 9 dílů           |
| 2019      | Grand Hotel                                | Javi Mendoza     | hlavní role, 13 dílů            |